# Veradzenount
Veradzenount (arménien : Վերածնունդ, littéralement « Renaissance ») est une revue politique et culturelle bimensuelle en langue arménienne fondée le 14 juillet 1917 par Léon Hampartzoumian à Paris et publiée jusqu'au 31 janvier 1921.

## Historique
Veradzenount est fondée le 14 juillet 1917 dans un contexte de retour de la question arménienne, trois ans après le début de la Première Guerre mondiale et deux ans après le début du génocide arménien.
Parmi les auteurs de cette revue, on compte Archag Tchobanian, Minas Tchéraz, Avetik Issahakian, Jacques de Morgan ou encore Frédéric Macler. On peut aussi citer Aram Andonian, qui y publie des premiers récits de déportation.
Veradzenount publie des articles littéraires, politiques ou encore informatifs, notamment sur la vie de la diaspora arménienne alors en formation et sur celle des orphelins arméniens du Proche Orient. C'est de plus une tribune du mouvement arménophile français dont les prises de positions et articles sont traduits du français à l’arménien.
Dans un éditorial du 1-15 janvier 1919, peu après la proclamation de la République démocratique d'Arménie, la rédaction de Veradzenount définit l'objectif de la revue, :

« Dans cette période qui précède la renaissance de la patrie arménienne et qui exige de nous un effort et une ardeur immenses, Veradzenount sera le lieu de rendez-vous d’une partie des mouvements intellectuels et d’échanges accomplis en faveur de ces grands travaux… »

Veradzenount disparaît le 31 janvier 1921.